# Liste der Kulturdenkmäler in Waldböckelheim
In der Liste der Kulturdenkmäler in Waldböckelheim sind alle Kulturdenkmäler der rheinland-pfälzischen Ortsgemeinde Waldböckelheim aufgeführt. Grundlage ist die Denkmalliste des Landes Rheinland-Pfalz (Stand: 2. August 2023).

## Einzeldenkmäler
| Bezeichnung                              | Lage                                         | Baujahr                           | Beschreibung | Bild                           |
| ---------------------------------------- | -------------------------------------------- | --------------------------------- | --- | ------------------------------ |
| Wohnhaus                                 | Grabenstraße 15 Lage                         | 1754                              | spätbarockes Fachwerkhaus, verputzt, bezeichnet 1754 | BW                             |
| Kurmainzische Faktorei                   | Hauptstraße 6 Lage                           | um 1575                           | Renaissancebau mit Standerker, um 1575, wohl im 17. Jahrhundert umgebaut; Torbogen aus dem 18. Jahrhundert, Hofgebäude, Spolien des 18. Jahrhunderts               | Fotos hochladen                |
| Wohnhaus                                 | Hauptstraße 14 Lage                          | um 1700                           | Fachwerkhaus, teilweise verputzt bzw. verkleidet, im Kern um 1700, heutige Gestalt aus der ersten Hälfte des 19. Jahrhunderts, Wirtschaftsgebäude                  | Fotos hochladen                |
| Wohn- und Geschäftshaus                  | Hauptstraße 20 Lage                          | Anfang des 18. Jahrhunderts       | barockes Fachwerkhaus, Anfang des 18. Jahrhunderts | Fotos hochladen                |
| Evangelische Bergkirche                  | Kirchberg Lage                               | 1863–67                           | neugotische Hallenkirche, Bruchstein, 1863–67, Kreisbaumeister Conradi, Bad Kreuznach; markante Lage                                                               | weitere Bilder Fotos hochladen |
| Wohnhaus                                 | Kirchstraße 14 Lage                          | erste Hälfte des 19. Jahrhunderts | klassizistisches Fachwerkhaus mit Torfahrt, erste Hälfte des 19. Jahrhunderts                                                                                      | BW                             |
| Rathaus                                  | Kreuznacher Straße 1 Lage                    | um 1910                           | Krüppelwalmdachbau, Heimatstil, um 1910 | Fotos hochladen                |
| Hofanlage                                | Malerwinkel 4/4a Lage                        | erste Hälfte des 19. Jahrhunderts | Hofanlage; klassizistisches Fachwerkhaus, verputzt, erste Hälfte des 19. Jahrhunderts                                                                              | Fotos hochladen                |
| Wegweiser                                | Meisenheimer Straße, Ecke Bahnhofstraße Lage | um 1820/30                        | klassizistischer Sandstein-Obelisk, um 1820/30 | BW                             |
| Katholische Pfarrkirche St. Bartholomäus | Schloßstraße Lage                            | 1833–36                           | historisierender Bruchsteinbau mit monumentaler Doppelturmfront, 1833–36, Kreisbaumeister Ludwig Behr, Bad Kreuznach                                               | weitere Bilder Fotos hochladen |
| Hahnsches Haus                           | Schloßstraße 2 Lage                          | 18. Jahrhundert                   | Krüppelwalmdachbau, wohl aus dem 18. Jahrhundert | Fotos hochladen                |
| Spolie                                   | Schloßstraße, an Nr. 4 Lage                  | 16. Jahrhundert                   | Wappenstein, 16. Jahrhundert | Fotos hochladen                |
| Spolie                                   | Schloßstraße, an Nr. 5 Lage                  | 1529                              | Wappenstein, bezeichnet 1529 (?) | Fotos hochladen                |
| Evangelisches Pfarrhaus                  | Waldweg 2 Lage                               | um 1910                           | eingeschossiger Mansarddachbau, Heimatstil, um 1910 | BW                             |
| Villa                                    | Weinbergsweg 1 Lage                          | 1898                              | spätgründerzeitlicher Sandsteinquaderbau, Neurenaissancemotive, 1898                                                                                               | BW                             |
| Wegweiser                                | nordwestlich des Ortes an der L 108 Lage     | 19. Jahrhundert                   | Kilometerstein, Sandstein-Obelisk, 19. Jahrhundert | Fotos hochladen                |
| Marienpforterhof                         | westlich des Ortes am Seibersbach Lage       | 1567                              | ehemaliges Herrenhaus: Zweiflügelbau mit achteckigem Treppenturm, 1567; Westerweiterung als eingeschossiges Bauernhaus, 1835; Spolien, Grabsteine, 15. Jahrhundert | BW                             |